# Alan Kennedy
Alan Kennedy (Penshaw, 1954. augusztus 31. –) válogatott angol labdarúgó, hátvéd.

## Pályafutása

### Klubcsapatban
1972 és 1978 között a Newcastle United, 1978 és 1986 között a Liverpool labdarúgója volt. A Liverpoollal öt angol bajnoki címet szerzett és kétszeres BEK-győztes (1980–81, 1983–84) volt az együttessel. 1986–87-ben a Sunderland, 1987-ben a Wigan Athletic, a Hartlepool United, a dán B 1903, 1988-ban a belga Beerschot játékosa volt. 1988-től főleg kisebb angol csapatokban szerepelt. 1993–94-ben a Barrow csapatában fejezte be az aktív játékot.

### A válogatottban
1984-ben két alkalommal szerepelt az angol válogatottban.

## Sikerei, díjai
Newcastle United
- Angol kupa (FA Cup)
  - döntős: 1974
- Angol ligakupa (League Cup)
  - döntős: 1975–76
- Texaco kupa
  - győztes: 1974–75

 Liverpool FC
- Angol bajnokság (First Division)
  - bajnok (5): 1978–79, 1979–80, 1981–82, 1982–83, 1983–84
- Angol ligakupa
  - győztes (4): 1980–81, 1981–82, 1982–83, 1983–84
- Angol szuperkupa (FA Charity Shield)
  - győztes (3): 1979, 1980, 1982
- Bajnokcsapatok Európa-kupája (BEK)
  - győztes (2): 1980–81, 1983–84
  - döntős: 1984–85
- UEFA-szuperkupa
  - döntős: 1984

## Statisztika

### Mérkőzései az angol válogatottban
| Anglia | Anglia           | Anglia                     | Anglia | Anglia   | Anglia         | Anglia             | Anglia | Anglia  |
| #      | Dátum            | Helyszín                   | Hazai  | Eredmény | Vendég         | Kiírás             | Gólok  | Esemény |
| ------ | ---------------- | -------------------------- | ------ | -------- | -------------- | ------------------ | ------ | ------- |
| 1.     | 1984. április 4. | London, Wembley Stadion    | Anglia | 1 – 0    | Észak-Írország | brit házibajnokság | -      |         |
| 2.     | 1984. május 2.   | Wrexham, Racecourse Ground | Wales  | 1 – 0    | Anglia         | brit házibajnokság | -      |         |
|        | Összesen         |                            |        | 2        | mérkőzés       |                    | 0      | gól     |